# Baby It's You (cântec de JoJo)
Baby It's You este cel de-al doilea single extras de pe albumul de debut al cântăreței JoJo. Fiind un duet cu Bow Wow.
Videoclipul a fost regizat de Erik White și filmat în iulie 2004 la Six Flags Magic Mountain și Hurricane Harbor. Cea mai mare parte a filmului de performanță a fost filmată în fața zonei de joc Center Ring, cu alte fotografii arătând roller coasterele ProSlide Tornado, Scream și Colossus. A avut premiera pe Total Request Live de la MTV pe 7 septembrie, a atins vârful pe locul 4 și a rulat timp de 23 de zile în timpul numărătorii inverse, iar pe 106 & Park de la BET pe 21 septembrie.

## Ordinea pieselor
1. Baby It's You (împreună cu Bow Wow) – 3:42
2. Baby It's You (Full Phatt Street Mix) – 3:28

## Poziții în clasamente
| Clasamentul (2004)                     | Cea mai înaltă poziție ocupată |
| -------------------------------------- | ------------------------------ |
| Ö3 Austria Top 40                      | 41                             |
| German Singles Chart                   | 15                             |
| Irish Singles Chart                    | 13                             |
| Swedish Singles Chart                  | 50                             |
| Swiss Singles Chart                    | 14                             |
| UK Singles Chart                       | 8                              |
| U.S. Billboard Hot 100                 | 22                             |
| Clasamentul (2005)                     | Cea mai înaltă poziție ocupată |
| Australian ARIA Singles Chart          | 16                             |
| Belgian Ultratop 50 Singles (Flanders) | 41                             |
| Danish Singles Chart                   | 15                             |
| Dutch Top 40                           | 34                             |
| New Zealand RIANZ Singles Chart        | 3                              |